# Gonesse
Gonesse är en kommun i departementet Val-d'Oise i regionen Île-de-France i norra Frankrike. Kommunen ligger i kantonen Gonesse som tillhör arrondissementet Sarcelles. År 2022 hade Gonesse 26 959 invånare.

## Befolkningsutveckling
Antalet invånare i kommunen Gonesse
| Referens: INSEE |